# Frida (film)
Frida este un film biografic dramatic american din 2002 care a fost regizat de Julie Taymor cu Salma Hayek în rolul pictoriței mexicane Frida Kahlo. Filmul se bazează pe biografia publicată de Hayden Herrera și a fost produs la Hollywood și a făcut cunoscută artista în toată lumea. Într-o scurtă secvență apare Chavela Vargas („La Llorona“) și, de asemenea, Lila Downs. A primit Premiul Oscar pentru cel mai bun machiaj (John E. Jackson, Beatrice De Alba) și Premiul Oscar pentru cea mai bună coloană sonoră (Elliot Goldenthal).

## Prezentare
Frida a avut o viață îndrăzneață. Ea a sfidat prejudecățiile și a revoluționat arta, politica și viața sexuală prin relațiile ei inedite cu soțul ei Diego, cu Troțki dar și cu alte femei.

## Distribuție
- Salma Hayek - Frida Kahlo
- Alfred Molina - Diego Rivera
- Geoffrey Rush - Leon Trotsky
- Mía Maestro - Cristina Kahlo
- Ashley Judd - Tina Modotti
- Antonio Banderas - David Alfaro Siqueiros
- Edward Norton - Nelson Rockefeller
- Diego Luna - Alejandro Gonzalez Arias
- Margarita Sanz - Natalia Sedova
- Patricia Reyes Spíndola - Matilde Kahlo
- Roger Rees - Guillermo Kahlo
- Valeria Golino - Lupe Marín
- Omar Rodriguez (aka Omar Chagall) - André Breton
- Felipe Fulop - Jean Van Heijenoort
- Saffron Burrows - Gracie
- Karine Plantadit-Bageot - Josephine Baker

## Producție
Cheltuielile de producție s-au ridicat la 12 milioane $.

## Lansare și primire
La 29 august 2002, filmul a avut premiera mondială în deschiderea Festivalului Internațional de Film de la Veneția.
A avut încasări de 56,3 milioane $.